# Кекур

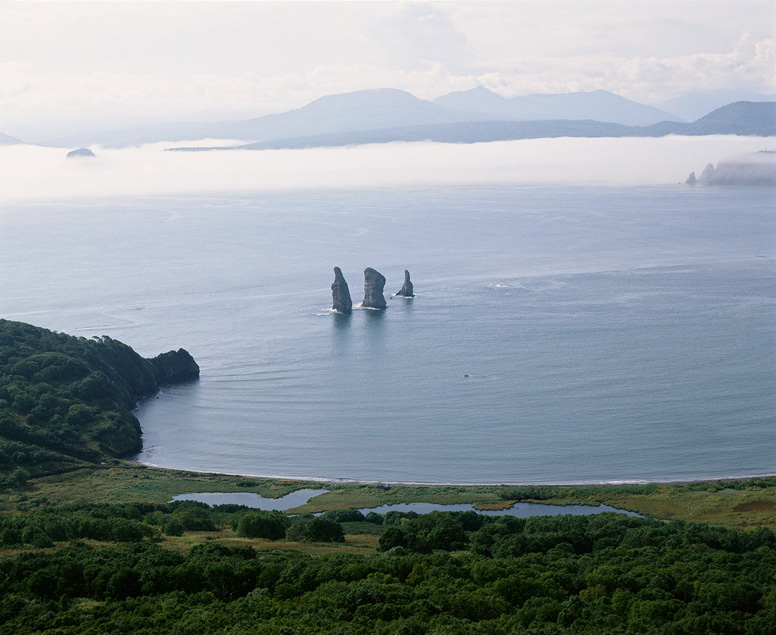
Три Брата — кекуры на входе в Авачинскую бухту на Камчатке, символ города Петропавловска-Камчатского

Ке́кур — столбовидная или конусообразная скала естественного происхождения, обычно в реках, морях или на их берегах.
Название чаще всего используется в регионах Сибири и Дальнего Востока, в частности применяется для обозначения скал в водоразделах бассейнов рек Лены, Индигирки и Яны. Своими многочисленными и довольно живописными кекурами известен хребет Жданко (памятник природы Сахалинской области с 1988 года). Также термин широко используется для обозначения скал на берегах морей Северного Ледовитого океана. Кекуры, будучи недоступными для лис и других сухопутных хищников, являются излюбленными местами кормёжки, отдыха и гнездования морских птиц, а также лежбищ морских млекопитающих.
Источник заимствования слова в русский не вполне ясен. Возможно, связано с тундровым нен. хэкур — «возвышение из дёрна или рогов (отметка места)». По другой версии, источником заимствования является якут. күкүр — «большой», «грозный». Есть предположение, что это слово попало в якутский через долг. күтүр — то же, из ненецкого. Однако Александр Аникин считает данный путь заимствования сомнительным.
В честь кекуров получил русское название мыс Кекурный.

## Галерея

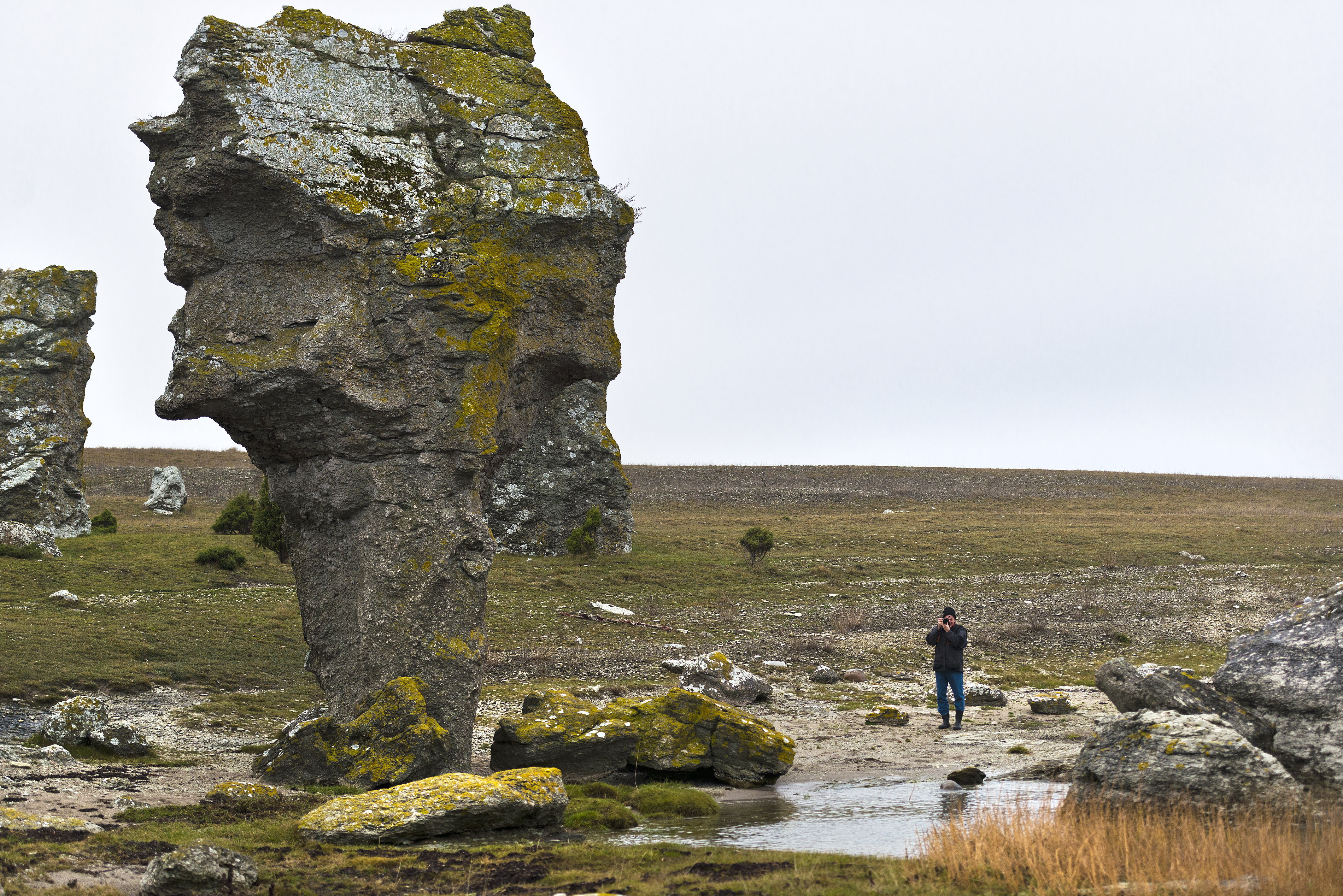
Кекур на острове Готланд, Швеция
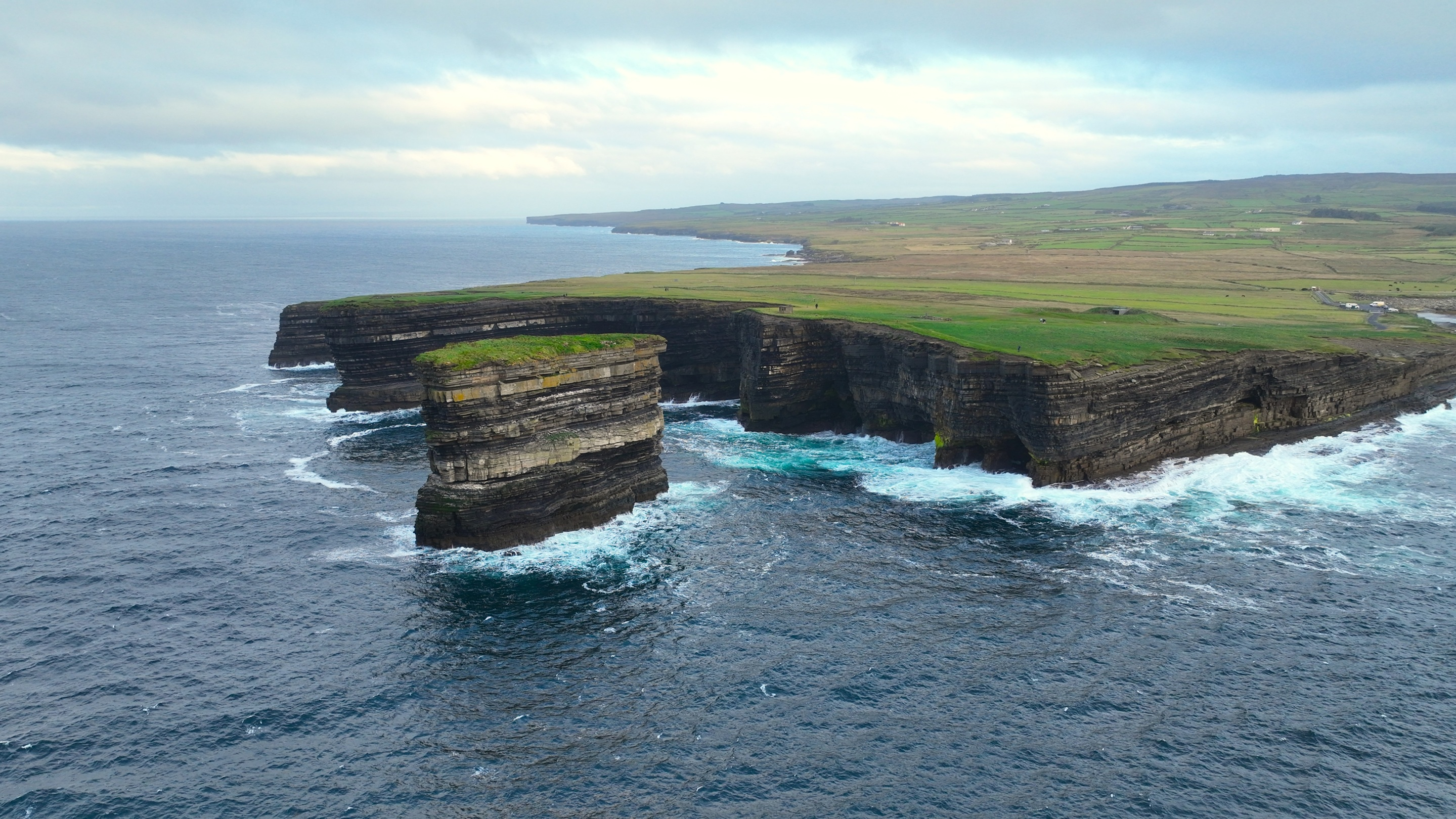
Кекур Разрушенный форт в Ирландии
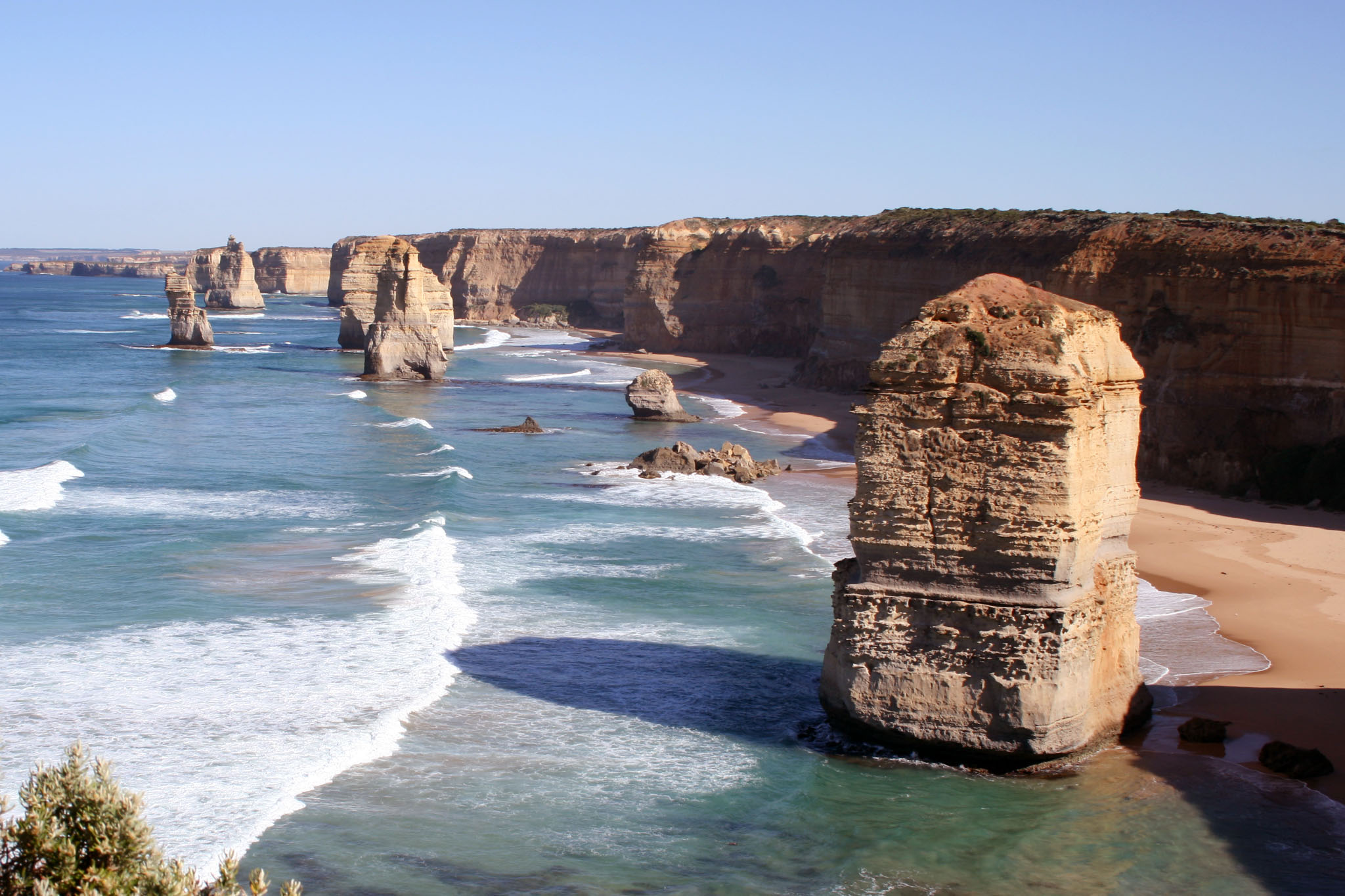
Двенадцать Апостолов на юге Австралии
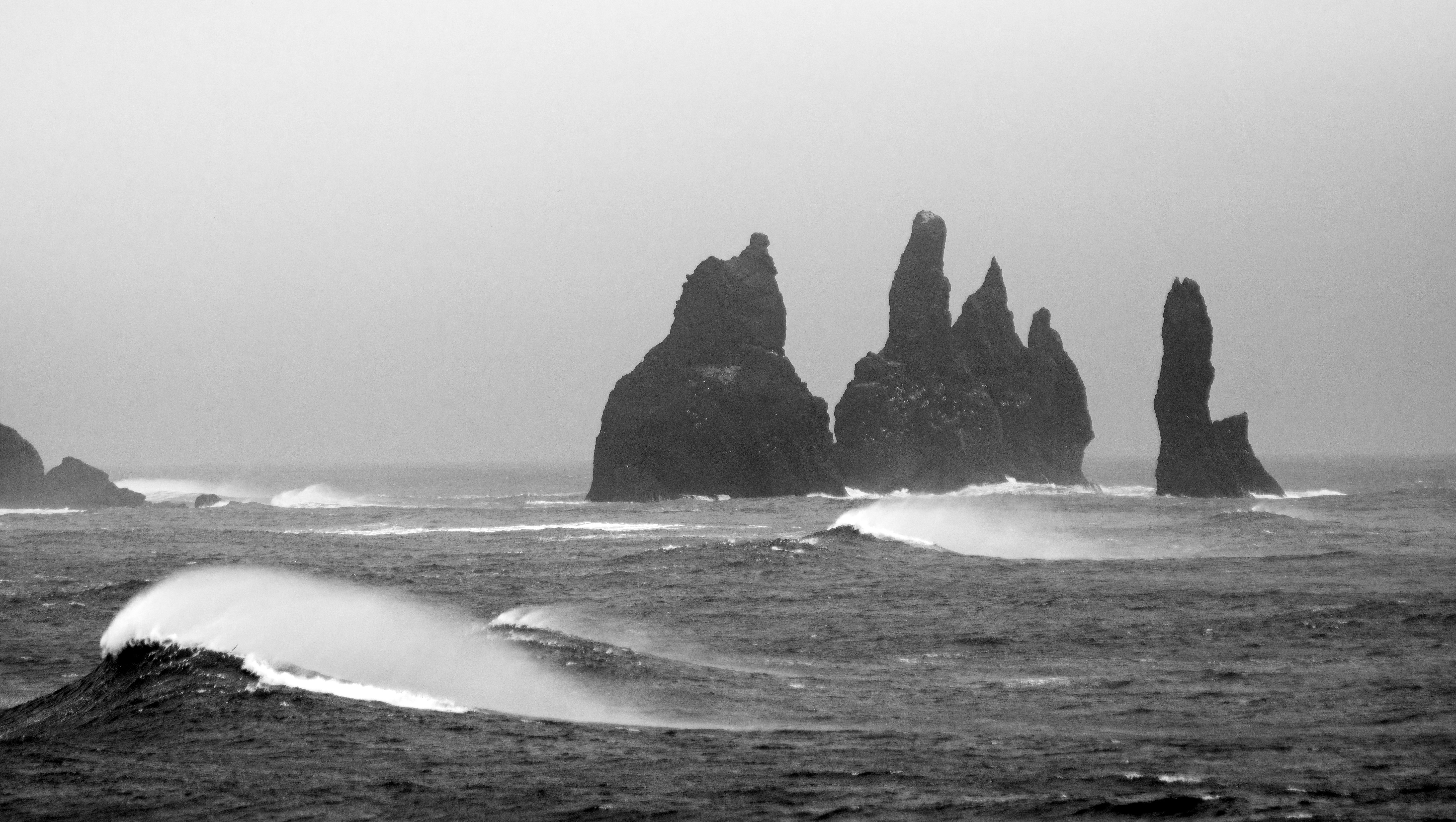
Базальтовые скалы Рейнисдраунгар, Исландия
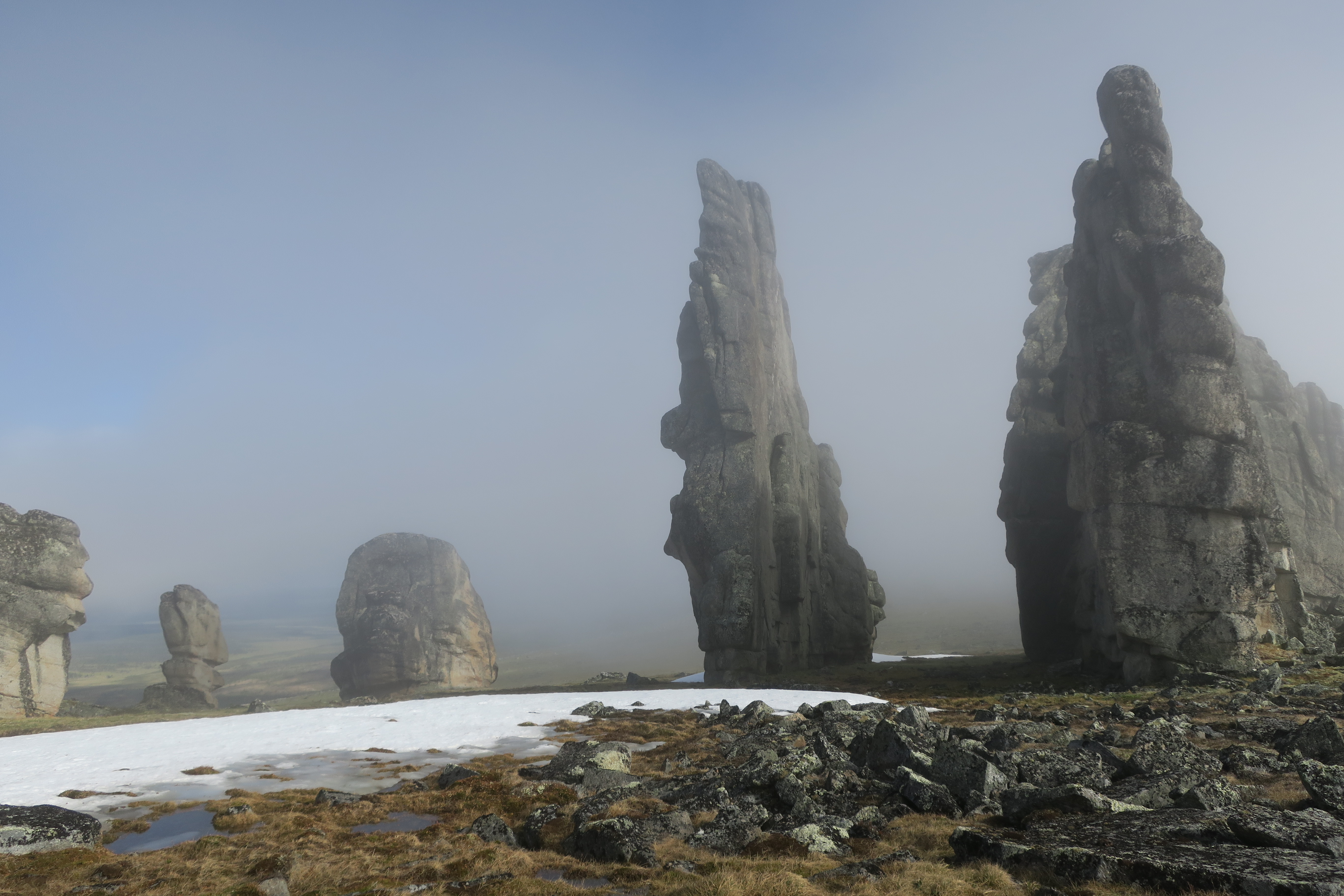
Скальные башни хребта Улахан-Сис, Якутия